# Puig Gros (Argençola)
El Puig Gros és una muntanya de 765 metres que es troba al municipi d'Argençola, a la comarca catalana de l'Anoia.